# 斯托雷卡里岩
54°24′S 3°26′E / 54.400°S 3.433°E
斯托雷卡里岩，是南極洲的岩石，位於鮑威特島北部，處於瓦爾迪維瓦角以東1.5公里，在1927年12月由挪威探險隊繪入地圖，由挪威的南極領地管轄。